# Följaren
Följaren är en sjö i Åtvidabergs kommun i Östergötland och ingår i Motala ströms huvudavrinningsområde. Sjön har en area på 0,369 kvadratkilometer och ligger 85,9 meter över havet. Sjön avvattnas av vattendraget Sviestadsån (Huseån).

## Delavrinningsområde
Följaren ingår i det delavrinningsområde (645678-150568) som SMHI kallar för Inloppet i Ören. Medelhöjden är 107 meter över havet och ytan är 37,78 kvadratkilometer. Det finns inga avrinningsområden uppströms utan avrinningsområdet är högsta punkten. Sviestadsån (Huseån) som avvattnar avrinningsområdet har biflödesordning 2, vilket innebär att vattnet flödar genom totalt 2 vattendrag innan det når havet efter 104 kilometer. Avrinningsområdet består mestadels av skog (72 procent), öppen mark (11 procent) och jordbruk (10 procent). Avrinningsområdet har 0,83 kvadratkilometer vattenytor vilket ger det en sjöprocent på 2,2 procent. Bebyggelsen i området täcker en yta av 0,73 kvadratkilometer eller 2 procent av avrinningsområdet.